# 越南新年
越南農曆新年（越南语：／），當代越南語稱元旦節（越南语：／）或简称“节”（越南语：／），指的是農曆正月初一的節日，和大中華地區、朝鮮半島地區日期一致，是越南最重要的傳統節日，越南政府規定新年為越南法定節假日，節日放假為農曆年正月初一、正月初二、正月初三（農曆年最後一天除夕另外放一天）。即使越南經過法國數十年的殖民統治，但在越南人心目之中，農曆新年仍然是一年之中最為盛大、最為隆重的節日。由於當今越南尚屬發展中國家，其人口比例之中農民仍然是占絕大多數，所以農曆新年也是越南百姓在一年的辛勤工作忙碌生活之後，能有的數日閒暇時間，越南新年習俗與漢字文化圈其他地區習俗基本一致，但是在農曆融入越南社會文化之中，也發展出來一些越南本土特色的節日風俗，例如越南人會在新春期間吃粽子，而在漢字文化圈內其他地區像中國廣西、四川均有此習俗。

## 起源
新春發源於中原地區，后傳至日本、琉球、越南、朝鮮半島等地，並且發展為當地重要的傳統節日之一。其中大中華地區（中國大陸、台灣、香港、澳門）、日本（含琉球）、朝鮮半島（朝鮮、韓國）屬於東亞，而越南是東南亞國家，但由於越南中北部曾長期屬於中國中原政權所統治（參見越南歷史），而獨立時期也是中國中原王朝的朝貢國，故而越南文化屬於漢字文化圈的一支。故而越南包括節日內諸多文化都與中原地區相通。農曆新年是大中華地區最重要的傳統節日，同樣在越南也是最重要的傳統節日。

## 節日習俗

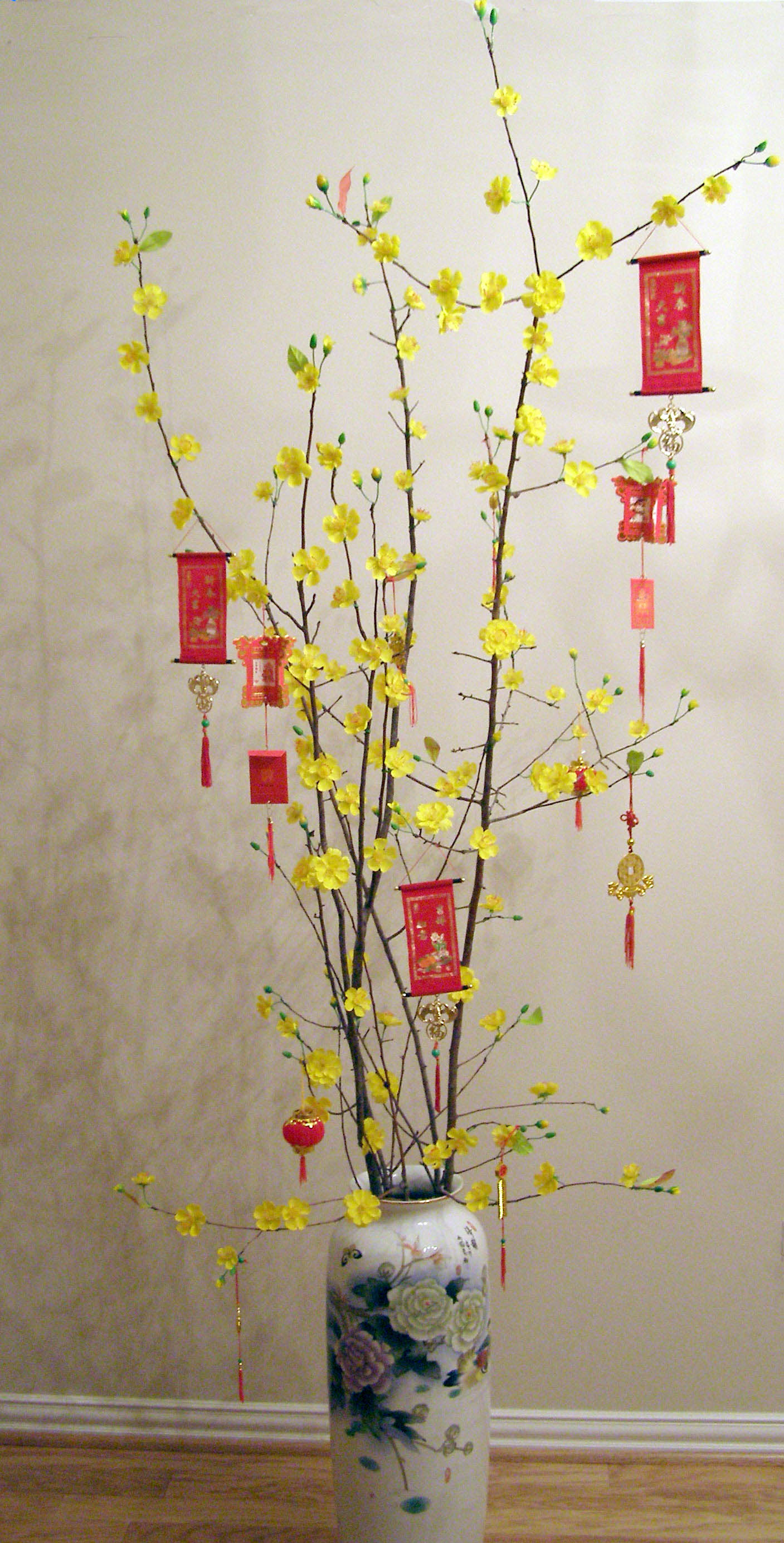
越南的年花——金盞花

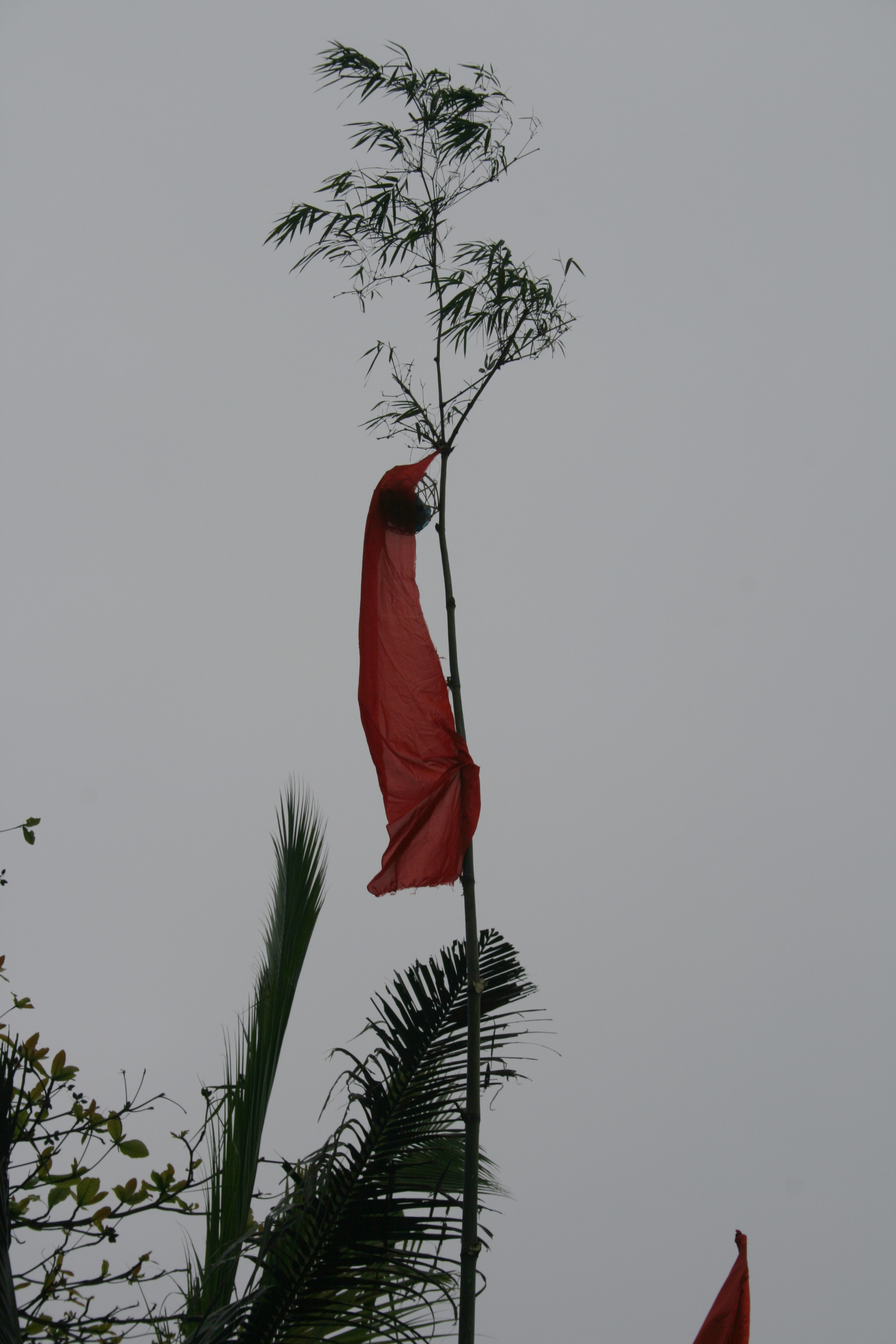
春幡子

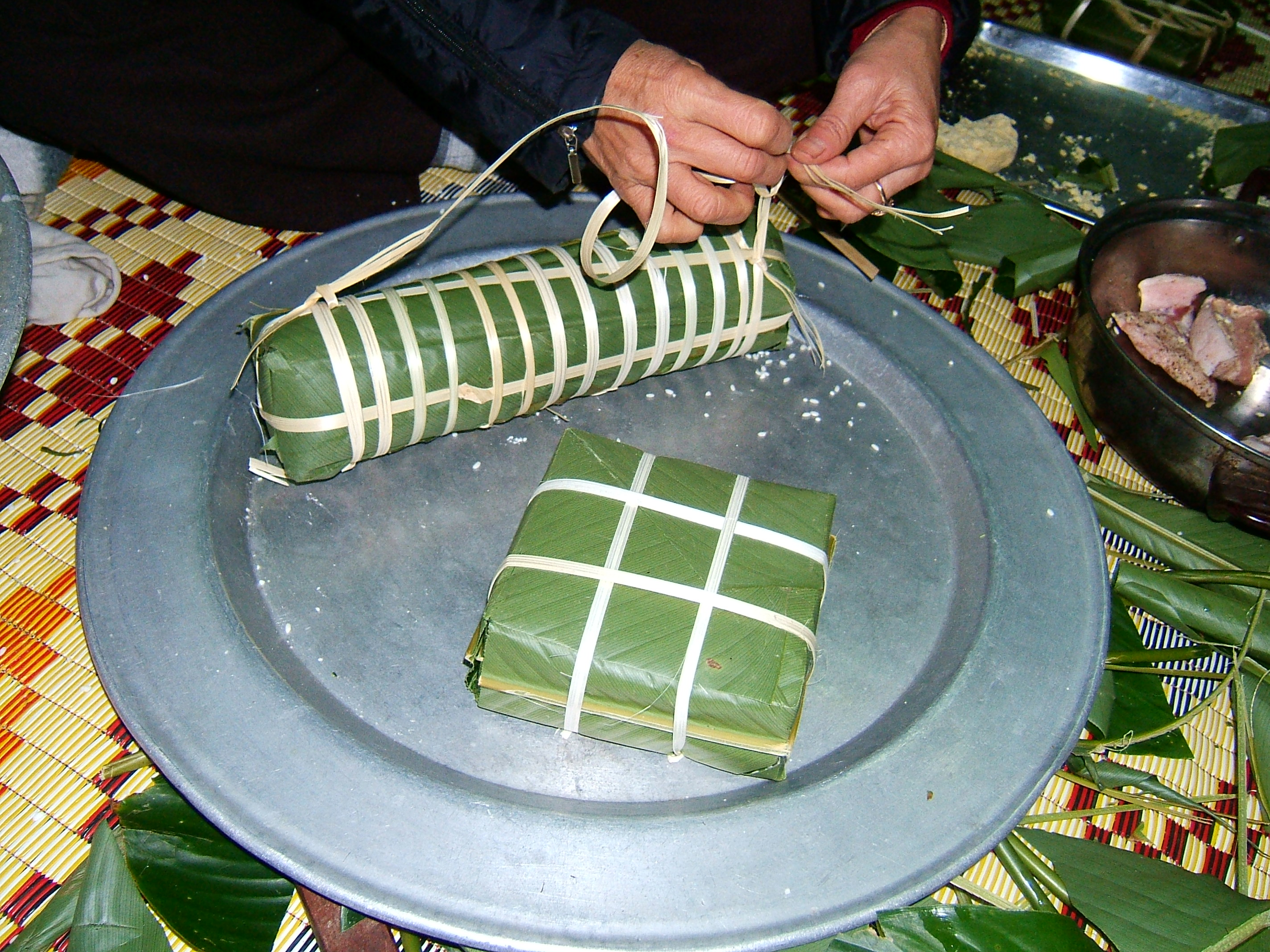
越南人在新年时期包的粽子

越南和中國一樣，也有送神日的習俗。在越南民間亦有傳說，在臘月廿三這日，在人間的各路神仙都需要回到天界向玉皇大帝彙報人間這一年的情況，灶王爺是主管家庭（古代東亞地區生產生活主要以家庭為單位）中的生活之神靈，所以灶王爺會到天界彙報這一家（每一家）一年內的生活情況。在“柴米油鹽醬醋茶”即生活之本的古代時期，灶王爺是人間比較敬重的神靈，而灶王爺同時也有鎮守人間家庭的職責。但是灶王爺於臘月廿三這日離開，百姓家裡便會失去看管，所以百姓會在這日撒水打掃，改建家裡某些一向不敢動的地方，以備過年。這一年被人們稱為入除。這個傳說是於中國民間的灶王爺傳說同根同源的。在這日，人們也爲了灶王爺可以高抬貴手，所以都要放去放鯉魚——灶王爺的坐騎。

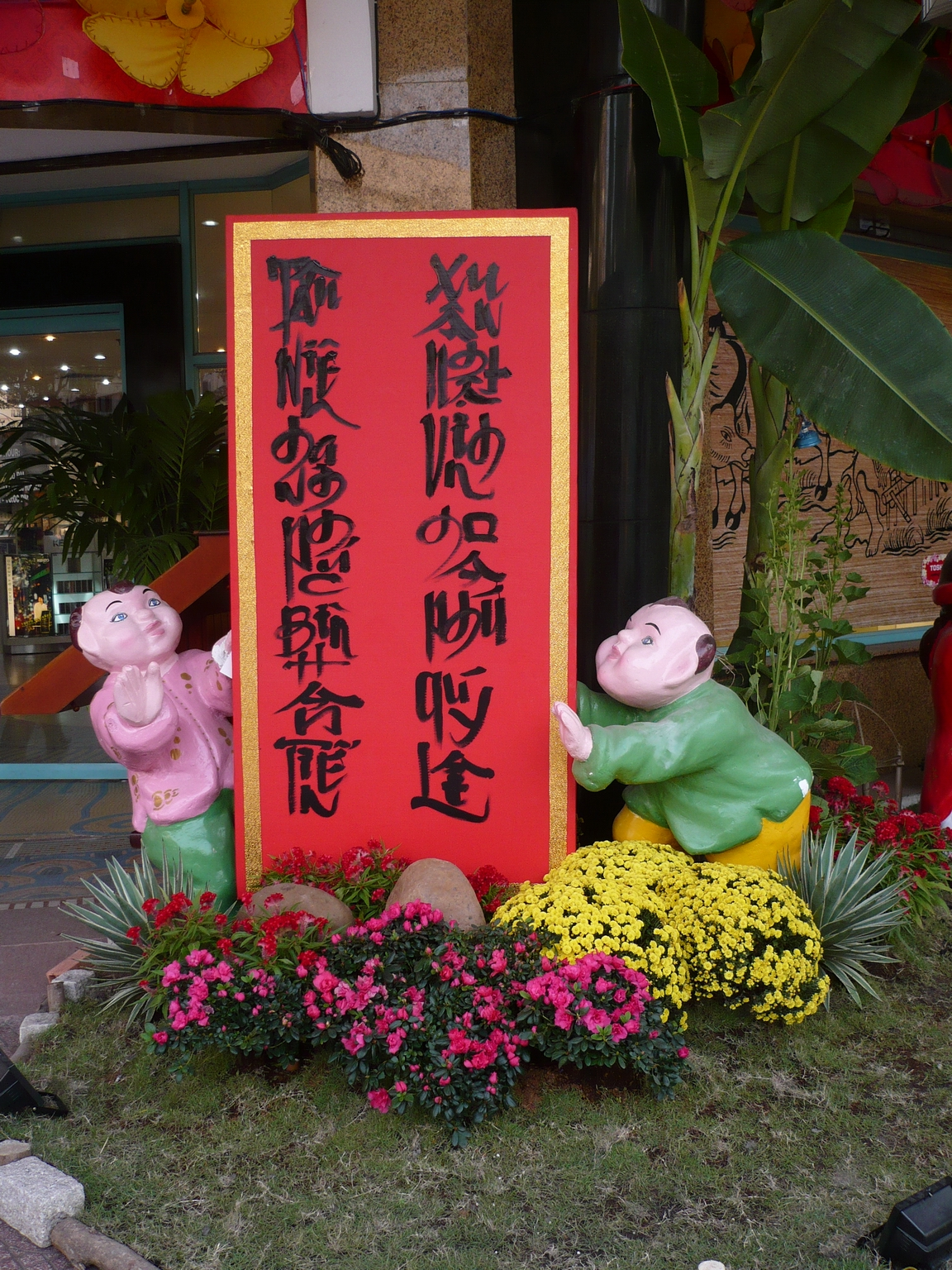
1945年，北越政权将以拉丁字母为基础的国语字取代汉字后，汉字春联逐渐退出越南的历史舞台。图为越南国语字春联：新年幸福平安進，春日榮華富貴來。

入除以後越南人也會準備年貨。傳統的年貨用一句“肥肉醃藠红对联，幡杆炮仗綠年粽”便得以體現，雖然不一定是要買肥肉過年，但是買肉過年是一定的。無論生活條件高低，腌製的荞头依然這時在越南人餐桌上，已經是過年的符號之一。春貼也是過年經常需要的，但是由於近代以來越南廢除漢字，漢字不再擁有越南官方文字的地位，所以現在有些春貼是以國語字寫成。此外還會掛上年畫，越南的傳統年畫多為木板畫，以東湖畫最為著名。春幡子（越南语：／）在民間被認為是免除災禍之物，不可或缺。而放炮仗，1995年開始越南政府規定，廢除這一傳統的過年方式，越南政府在每一年的除夕夜，會組織在中型和大型城市的中心放煙花活動。越南人過年吃的粽子，是用於祭祖的，越南粽子是方形，約只有1公斤左右，是取自「天圓地方」的古代思想。
在越南（京族）人的家中，新年必不可少的三種年花是：桃花（中南部以黃梅花，即金盞花代之）、金橘盆景以及“五果盆”。
桃花在越南人心目中有特殊含義，越南人認為桃花是辟邪植物，亦爲幸福之象徵。而金桔取自“吉利”之意。因為氣候原因，越南中部以南的地區，春天時期並無桃花盛開，故而越南中部以南地區人民用黃梅花來代替桃花。因為桃花金桔是越南人春節的一種裝飾品，所以不但每家每戶裡會放桃花、金盞花（黃梅花）、金桔等，商店亦以之作為一種裝飾品，各機关單位等地也會擺放這些年花等作為裝飾。在過年時期，越南的各企業單位等會於門口掛上迎接新年的橫幅，廟宇等傳統場所也會這樣做，因為廟宇是越南人過年時期活動的主要場所之一，越南人亦有逛廟會以及祭拜祖先等習俗。
在除夕之夜，眾多單位會於街頭組織演出，以製造出過年的氛圍。
“五果盆”的作用是供奉先祖的。一般的五果盆有番荔枝、椰子、水榕果、芒果等五種水果种，在越南语之中，番荔枝音同“求”、椰子同“余”、水榕果同“充”、芒果同“使”，意即祝愿年年有余，丰衣足食，有钱使不完。越南人也會在家中擺放全盒。
除夕夜，越南人还有“求禄”的风俗。一般有两种：一种称为“采禄”，通常从寺庙祭祖返回时，随手采摘一根带有绿叶的树枝回家，寓意为采集天地神灵赐给的福禄。这根树枝拿回去后，插在家里的神龛前，直到树叶枯残为止。另一种是带一些果品回来，也称之为“禄”，可以分发给朋友亲戚，看作是在散福。
和漢字文化圈其他國家和地區人民一樣，越南人在過年前（除夕前）無論多遠，一般都會趕回家鄉與家人團聚，圍在一起吃年夜飯、守歲。在舊的一年即將離去、新的一年即將到來之際，擺上香案，迎接新年，被稱作“年發”。
大年初一之日，家家戶戶都要祭祖先，同時也要拜土地神、灶王爺、百藝祖師，祭品多少並無嚴格要求，但是一般是要有粽子、紅燒魚、爆肉糰子、炙肉、腌藠头、牛肉等食物。祭拜完畢，和漢字文化圈其他一樣小孩子要向家中父母老人拜年，長輩也會給壓歲錢晚輩，裝壓歲錢的紅包袋是紅色的。大年初一的早餐，家家戶戶也會吃粽子。

### 越南特色節日習俗
過節吃粽子。用芭蕉葉包的四方形大粽子，一般是以黃豆或綠豆豬肉爲粽子餡，在中國廣西有一樣的風俗，過年也吃此類粽子。
傳統上，越南人有席地而坐的風俗，越南人認爲靠近大地可以讓他們去除身上的疾病，所以越南老宿儒會在春節的時候席地而坐彎腰趴下用毛筆寫春聯。
越南歲晚各城市皆有花市，人們會在花市購買年花，最常見的有桃花、金盏花（当地人称为梅花）、金橘等。這點在中國南方、琉球也有類似的，此習俗與越南為氣候和地理原因密切相關（越南屬於熱帶季風氣候，地處北迴歸線以南，而中國北方、朝鮮半島、日本等國家和地區大多數領土在北回歸線以北，大多是亞熱帶季風氣候、溫帶季風氣候、高原山地氣候以及大陸性氣候）其他國家和地區在春節時期並無桃花盛開，所以除中國南部部分地區及琉球等亞熱帶地區也以桃花爲年花以外，其他地區大多不以桃花爲年花。
越南人还有“求禄”的风俗。一般有两种：一种称为“采禄”，通常从寺庙祭祖返回时，随手采摘一根带有绿叶的树枝回家，寓意为采集天地神灵赐给的福禄。这根树枝拿回去后，插在家里的神龛前，直到树叶枯残为止。另一种是带一些果品回来，亦被称之为“禄”，可以分发给朋友亲戚，看作是在散福。
越南春節有個習俗叫「沖年、沖喜」。開始新的一個農曆年以後，誰是第一個到自己家拜年的，這個人將影響自己家庭新的一年的運勢。新年期間不少人會玩魚蝦蟹等博彩遊戲。
越南在臘月二十三送灶神，但是正月初五並無迎財神的風俗。
農曆新年時期，家家都会在家里插上春幡子(越南语：／)，由於越南國旗以紅色為底色，現代也有用国旗代替傳統的春幡子，楼房住户就把春幡子插在窗外，形成一道独特的风景。
在越南，春節度過以後於正月十五是元宵節，有賞燈的習俗。

## 祝福语

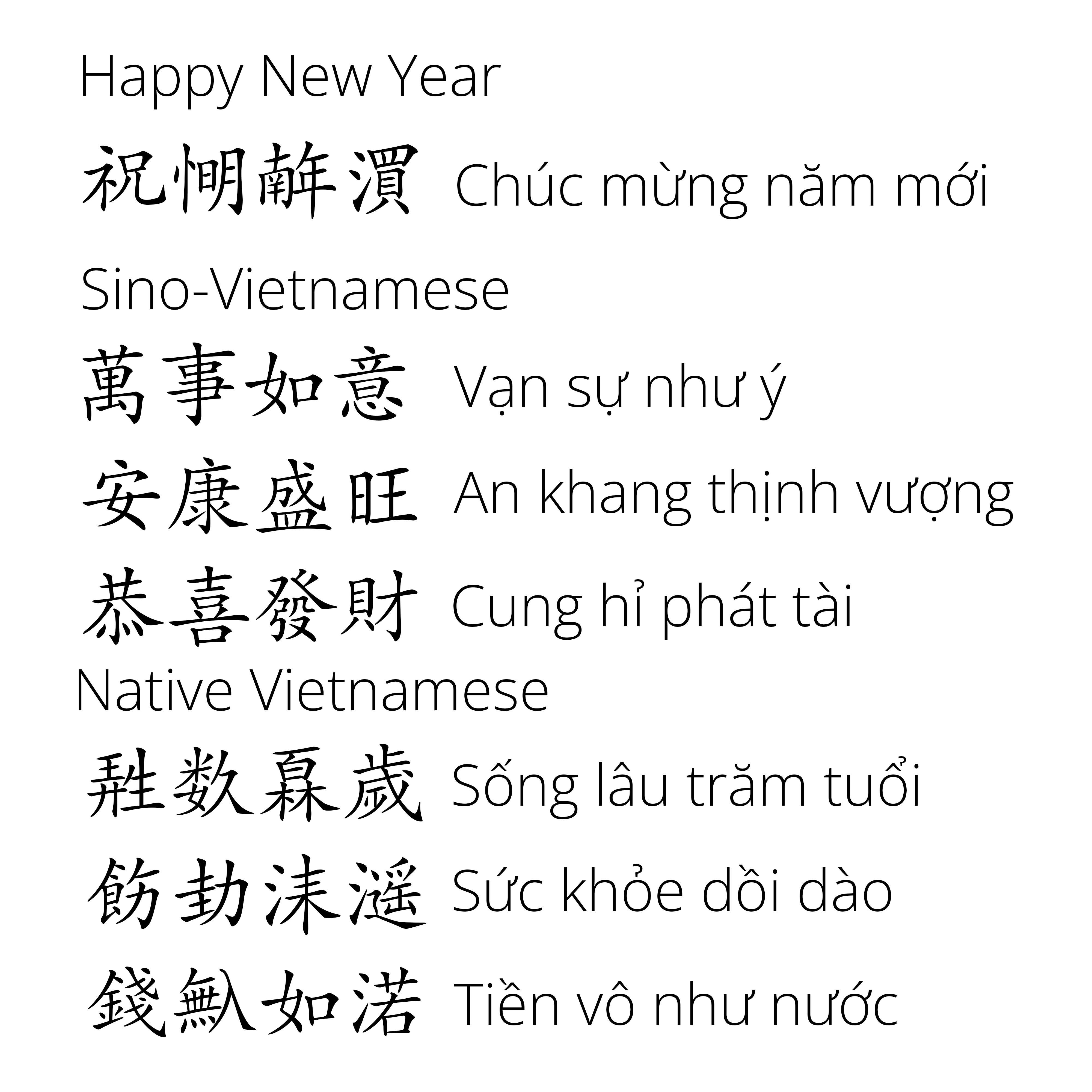
越南新年祝福语

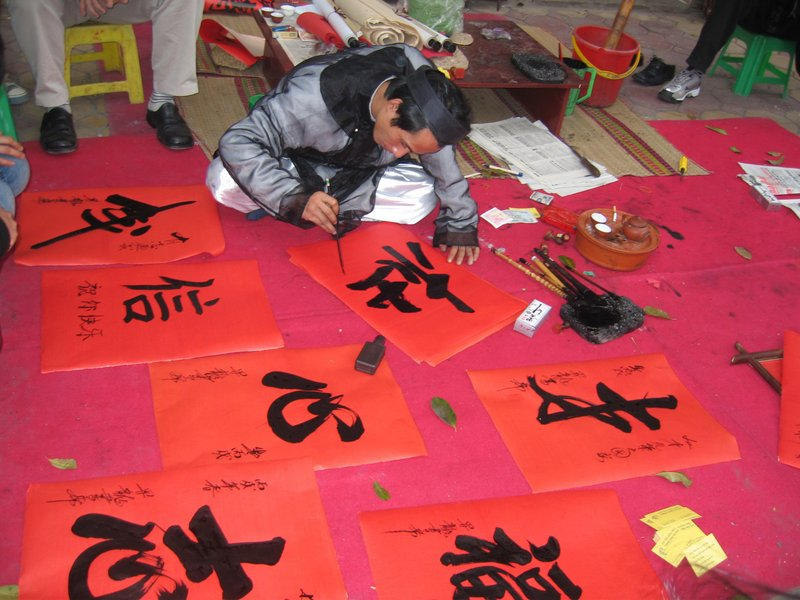
越南老宿儒會在春節的時候席地而坐彎腰趴下用毛筆寫揮春

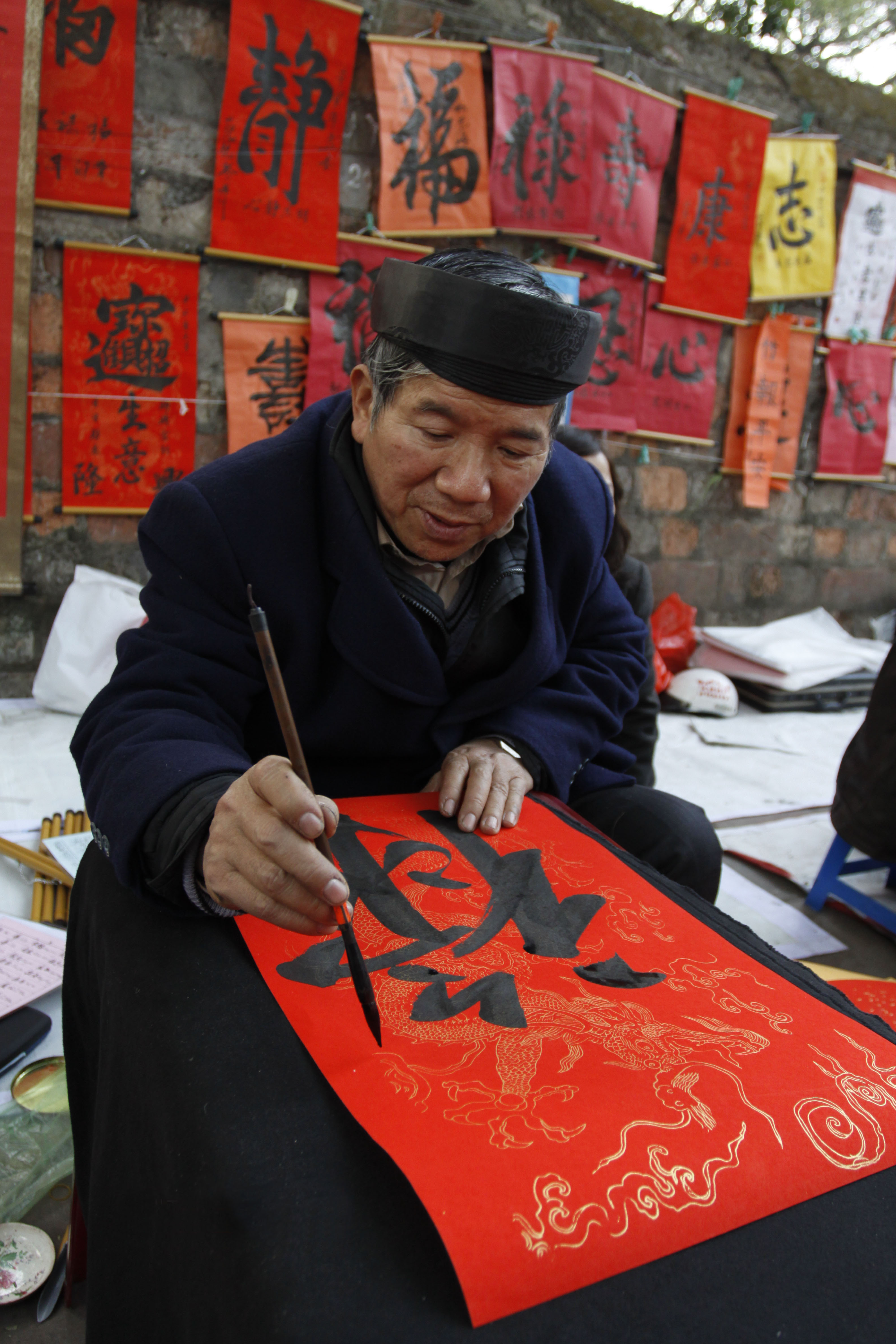
河內文廟書寫漢喃文揮春的書法家

越南新春最常用的祝賀用語有「新年快樂」（／）和「恭祝新春」，其他祝賀用語包括：
- 長命百歲（／）
- 身強力壯（／）
- 財源廣進（／）
- 恭賀新禧（／）
- 一本萬利（／）
- 生意興隆（／）
- 鴻圖大展（／）
- 萬事如意（Vạn sự như ý）
- 安康盛旺（An khang thịnh vượng）
- 恭喜發財（Cung hỉ phát tài）

## 假日政策
越南新春假期為除夕至正月初五，共六天。

## 节日日期
以農曆新年日期為基本，日本和越南的日期差異在后面的括號中附注。（以下為大年初一的日期）
| 2000-2- 5 龙年           | 2019-2- 5 猪年                 | 2038-2- 4 马年       |
| 2001-1-24 蛇年闰四月     | 2020-1-25 鼠年闰四月           | 2039-1-24 羊年闰五月 |
| 2002-2-12 马年           | 2021-2-12 牛年                 | 2040-2-12 猴年       |
| 2003-2- 1 羊年           | 2022-2- 1 虎年                 | 2041-2- 1 鸡年       |
| 2004-1-22 猴年闰二月     | 2023-1-22 兔年闰二月           | 2042-1-22 狗年闰二月 |
| 2005-2- 9 鸡年           | 2024-2-10 龙年                 | 2043-2-10 猪年       |
| 2006-1-29 狗年闰七月     | 2025-1-29 蛇年闰六月           | 2044-1-30 鼠年闰七月 |
| 2007-2-18 猪年(越南2-17) | 2026-2-17 马年                 | 2045-2-17 牛年       |
| 2008-2- 7 鼠年           | 2027-2- 6 羊年(日本2-7)        | 2046-2- 6 虎年       |
| 2009-1-26 牛年闰五月     | 2028-1-26 猴年闰五月(日本1-27) | 2047-1-26 兔年闰五月 |
| 2010-2-14 虎年           | 2029-2-13 鸡年                 | 2048-2-14 龙年       |
| 2011-2- 3 兔年           | 2030-2- 3 狗年(越南2-2)        | 2049-2- 2 蛇年       |
| 2012-1-23 龙年闰四月     | 2031-1-23 猪年闰三月           | 2050-1-23 马年闰三月 |
| 2013-2-10 蛇年           | 2032-2-11 鼠年                 | 2051-2-11 羊年       |
| 2014-1-31 马年闰九月     | 2033-1-31 牛年闰十一月         | 2052-2- 1 猴年闰八月 |
| 2015-2-19 羊年           | 2034-2-19 虎年(2033年問題)     | 2053-2-19 鸡年       |
| 2016-2- 8 猴年           | 2035-2- 8 兔年                 | 2054-2- 8 狗年       |
| 2017-1-28 鸡年闰六月     | 2036-1-28 龙年闰六月           | 2055-1-28 猪年闰六月 |
| 2018-2-16 狗年           | 2037-2-15 蛇年                 | 2056-2-15 鼠年       |

### 時差
越南時間和泰國及印尼西部時間相同。是東亞地區最遲迎接新歲的，較中國大陸、香港、澳門、臺灣、新加坡和馬來西亞時間晚1小時，較朝鲜及韓國晚2小時。所以當大中華地區及朝韓的朝鮮半島是大年初一淩晨零時（香港時間/北京時間）和凌晨一時（韓國標準時間），越南是農曆除夕晚上十一時（上述時間是以香港標準時間作為標準）。另外由2021年2月12日起泰國政府將會以農曆新年定為法定假期。

## 资料来源
- 越南一瞥
- 越南节日
- 越南人的春节[永久]
- 越南春节传统习俗
- 越南春节习俗2
- 2013年越南公众假期表 （页面存档备份，存于）
- 《域外漢籍研究集刊》第八輯，張伯偉主編，中華書局2012年5月版 （页面存档备份，存于）刊《域外漢籍研究集刊》第八輯
- nguyên đán）
- 农历新年，越南的“年”文化 （页面存档备份，存于）（越南語）（Tết Nguyên đán, cái "Tết Cả" của văn hóa Việt）